# 秦桥镇
秦桥乡，是中华人民共和国湖南省邵陽市武冈市下辖的一个乡镇级行政单位。

## 行政区划
秦桥乡下辖以下地区：
古枧村、潮水村、小冲村、青云村、秦桥村、石竹村、柳山村、千秋村、高原村、同会村、华口村、杉木村、鹅眉村、新民村、新春村、创新村、板桥村和黄沙村。